# Henri de Mondeville

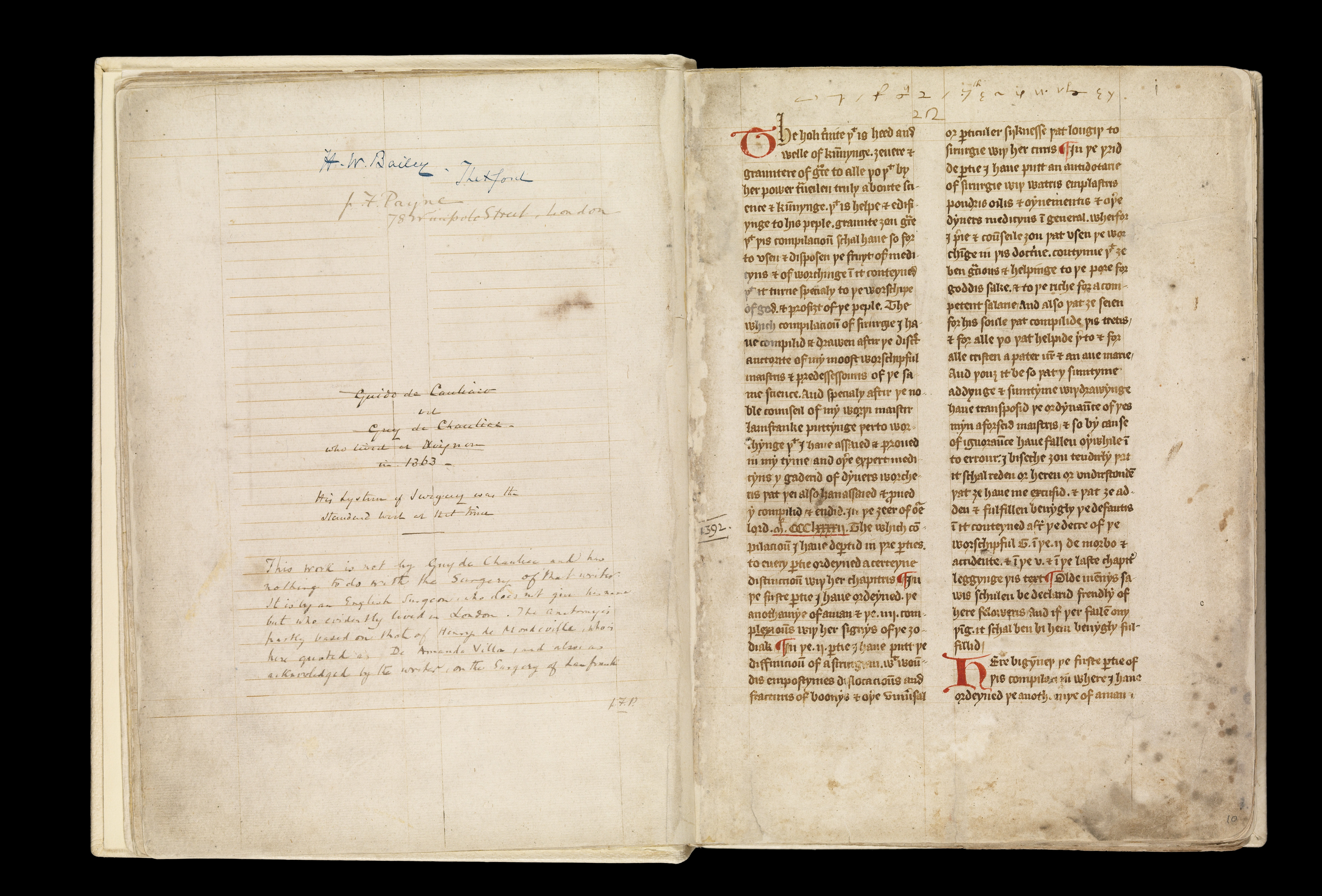
Libro de Henri de Mondeville

Henri de Mondeville (hacia 1260-1316), fue un médico francés nacido en Normandía. Ha sido llamado el "padre de la cirugía francesa".

## Biografía
Se formó en medicina en París y Montpellier, luego en Italia con Teodorico Borgognoni, quien había establecido una reputación de excelencia en el tratamiento de heridas. 
Realizó, en la ciudad de Montpellier, la primera disección de un cuerpo humano en el año 1315, presumiblemente sin autorización.
Fue cirujano de Felipe el Hermoso de Francia y su sucesor Luis X. También fue el autor de Cirugía (1312), uno de muchos tratados europeos sobre cirugía (el primero de Rogerio Frugardi, que fue eclipsado a la vez por Guy de Chauliac). 
Murió de tuberculosis pulmonar.